# Богданов, Семён Ильич
Семён Ильи́ч Богда́нов (29 августа [10 сентября] 1894 года, Санкт-Петербург — 12 марта 1960 года, Москва) — советский военачальник, командующий танковой армией в годы Великой Отечественной войны, маршал бронетанковых войск (01.06.1945). Дважды Герой Советского Союза (11.03.1944, 06.04.1945). Кандидат в члены ЦК КПСС (1952—1956). Депутат Верховного Совета СССР 2—4 созывов.

## Детство и молодость
Русский. Сын рабочего Путиловского завода, перебравшегося в Санкт-Петербург из Псковской губернии. Из-за бедности семьи окончил только начальную приходскую школу в 1904 году, вечерние курсы в 1916 году и в том же 1916 году сдал экстерном экзамен за 6 классов реального училища. Уже с 12 лет (1906 год) начал трудиться учеником слесаря на медно-литейном заводе Боровского, затем в механической мастерской Жук. С 1908 года работал слесарем на Путиловском заводе. С 1914 года работал слесарем на компании металлургических, механических и судостроительных заводов «Беккер и К°» в Ревеле.

## Первая мировая и гражданская войны
Призван в Русскую императорскую армию в январе 1915 года, причём не по призыву, а по собственному желанию как вольноопределяющийся. Служил шофёром запасного воздухоплавательного батальона 1-го авиационного парка Северного фронта. В мае 1917 года окончил школу прапорщиков Северного фронта в Гатчине. С мая 1917 года — командир взвода 2-го запасного пехотного полка в Фридрихсгаме. В конце 1917 года избирался членом полкового солдатского комитета. Последнее воинское звание в Русской армии — подпоручик. Участвовал в событиях Октябрьской революции 1917 года и в подавлении вооружённого выступления белогвардейцев в городе Куопио в декабре 1917 года. В феврале 1918 года демобилизован. Вернулся в Петроград, служил в охране Николаевской железной дороги.
В Красной Армии с января 1918 года, участвовал в гражданской войне.
Был командиром взвода в 4-м Костромском запасном полку (город Галич Костромской губернии), с апреля 1919 года командовал ротой в 2-м запасном полку (Кострома). С января 1920 года — на фронте в рядах 502-го стрелкового полка 56-й стрелковой дивизии, командовал ротой и батальоном на Западном фронте. Участник советско-польской войны 1919—1921. В июне 1920 года был тяжело ранен.
За выдающуюся храбрость (был дважды ранен) в 1920 году был награждён первым орденом Боевого Красного Знамени РСФСР.
В январе 1921 года, после выхода из госпиталя, переведён командиром роты на Костромские пехотные курсы комсостава. Весной-летом 1921 года в составе сводного отряда курсантов участвовал в подавлении Тамбовского восстания под руководством А. С. Антонова.
Во время гражданской войны погибли двое братьев Семёна Богданова.

## Межвоенное время
Служил на курсах до октября 1922 года, затем Богданова направили учиться. В 1923 году окончил Высшую военно-педагогическую школу в Москве. С октября 1923 — командир роты в 14-й Полтавской пехотной школе комсостава. С сентября 1925 года 5 лет служил в 135-м стрелковом полку 45-й стрелковой дивизии Украинского военного округа: командир батальона, с марта 1926 помощник командира полка по хозяйственной части, с ноября 1928 помощник командира полка по строевой части. В 1930 году окончил Стрелково-тактические курсы усовершенствования комсостава РККА имени III Коминтерна, вернулся в 45-ю стрелковую дивизию, но теперь уже командиром 134-го стрелкового полка (с октября 1930).
В мае 1932 года произошло событие, изменившее всю жизнь С. И. Богданова: 45-я стрелковая дивизия была преобразована в 45-й механизированный корпус, в котором он стал командовать 134-й механизированной бригадой. Таким образом С. И. Богданов попал в танковые войска (бригада была оснащена танками БТ). С октября 1935 года — командир учебного механизированного полка при Военной академии механизации и моторизации РККА имени И. В. Сталина. Одновременно в 1936 году окончил Академические курсы усовершенствования комсостава при этой же академии. В январе 1938 года назначен командиром 9-й механизированной бригады.
Однако 1 мая 1938 года полковник С. И. Богданов был арестован органами НКВД и обвинён в совершении контрреволюционных преступлений по двум пунктам статьи 58 УК РСФСР. Вскоре был уволен из РККА. Приговором Военной коллегии Верховного Суда СССР от 27 октября 1939 года был оправдан по ст. 58, но осуждён на два года заключения за служебную халатность (статья 193-17 УК РСФСР), однако сразу же был освобождён по амнистии. По этому приговору в 1968 году был полностью реабилитирован Верховным Судом СССР (посмертно).
В декабре 1939 года его восстановили в Красной Армии, но несколько месяцев он не получал нового назначения. Только в марте 1940 года назначен заместителем командира по строевой части — начальником пехоты 29-й моторизованной дивизии в Западном особом военном округе. С ноября 1940 года — командир 32-й легкотанковой бригады. С марта 1941 года — командир 30-й танковой дивизии 14-го механизированного корпуса 4-й армии Западного особого военного округа (Пружаны).

## Великая Отечественная война
В Великой Отечественной войне участвовал с первого дня — 22 июня 1941 года встретил в Пружанах, затем воевал на Западном фронте. Во главе дивизии участвовал в Белостокско-Минском и Витебском оборонительных сражениях. К середине июля дивизия лишилась в боях всех танков и понесла большие потери в личном составе, как и практически все части, встретившие войну в Белоруссии. С июля 1941 года Богданов назначен заместителем командующего 5-й армией Юго-Западного фронта. Через 2 месяца армия погибла в Киевской катастрофе, но Богданов сумел прорваться из окружения.
С октября 1941 года — начальник Можайского укрепрайона. Участник Московской битвы. С марта 1942 года был заместителем командующего 10-й армии по танковым войскам.
С мая 1942 года — командир 12-го танкового корпуса, который сформировал в Московском военном округе и с которым в августе 1942 года вступил в бой в ходе контрудара Западного фронта под Козельском. В начале сентября 1942 года снят с должности по необоснованному обвинению в трусости и назначен начальником Костеревского танкового военного лагеря, но практически сразу был возвращён на фронт. С сентября 1942 года — командир 6-го механизированного корпуса 2-й гвардейской армии (Сталинградский фронт). Во главе этого корпуса проявил талант командира в ходе Котельниковской оборонительной операции, а затем успешно наступал во время Котельниковской наступательной операции. За отличные действия в Сталинградской битве корпус получил гвардейское знамя и почётное наименование, с января 1943 года он стал именоваться 5-м гвардейским механизированным корпусом. C 1942 года член ВКП(б). Тогда же была снята судимость.
С марта 1943 года — командир 9-го танкового корпуса 13-й армии Центрального фронта. Пройдя переформирование и пополнение, корпус 8 июля 1943 года вступил в бой в ходе Курской битвы. Участвовал в Орловской наступательной операции.
С сентября 1943 года — командующий 2-й танковой армией (с ноября 1944 года — 2-я гвардейская танковая армия). Под командованием С. И. Богданова армия наступала в составе 1-го и 2-го Украинских и 1-го Белорусского фронтов. Она успешно сражалась в Черниговско-Припятской, Корсунь-Шевченковской, Уманско-Ботошанской, Люблин-Брестской, Висло-Одерской, Восточно-Померанской и Берлинской наступательных операциях.
Действия 2-й танковой армии отличались высокой манёвренностью и стремительностью. За умелое руководство войсками танковой армии в боях при прорыве обороны противника на уманском направлении и проявленное при этом мужество и отвагу 11 марта 1944 года С. И. Богданову присвоено звание Героя Советского Союза.
23 июля 1944 года под Люблином был тяжело ранен (пулевое ранение в плечо с разрушением сустава и расщеплением плечевой кости) и 5 месяцев находился в госпитале. Но, вернувшись в строй в первые дни января 1945 года, отлично действовал в начавшейся через несколько дней новой операции.
За образцовые действия войск под его командованием по окружению и разгрому варшавской группировки противника, при форсировании рек Нетце (Нотець) и Одер и при выходе к побережью Балтийского моря 6 апреля 1945 года награждён второй медалью «Золотая Звезда».

## Послевоенное время

Могила С. И. Богданова на Новодевичьем кладбище Москвы.

По май 1947 года продолжал командовать армией (в июле 1945 года переформирована в 2-ю гвардейскую механизированную армию) и одновременно — начальник Советской военной администрации в Бранденбурге; с мая 1947 года — командующий бронетанковыми и механизированными войсками группы Советских оккупационных войск в Германии.
С августа 1947 года первый заместитель командующего бронетанковыми и механизированными войсками Советской Армии.
С декабря 1948 — командующий бронетанковыми и механизированными войсками Советской Армии.
В апреле 1953 года был назначен командующим 7-й механизированной армией Белорусского военного округа. С мая 1954 года — начальник Военной академии бронетанковых войск имени И. В. Сталина.
В мае 1956 года уволен из рядов Вооружённых сил в отставку по личной просьбе по состоянию здоровья.
Состоял в ВКП(б) с 1942 года (был кандидатом в ВКП(б) с 1931 года, после ареста в 1938 году исключен из их числа). Кандидат в члены ЦК КПСС (1952—1956). Депутат Верховного Совета СССР 2—4 созывов (1946—1958).
Сын генерала от первого брака, гвардии старшина Ростислав Семёнович Богданов (1921—1943) воевал воздушным стрелком-радистом в 48-м гвардейском авиационном полку дальних разведчиков и погиб в боевым вылете под городом Валуйки 9 марта 1943 года. Награждён медалью «За боевые заслуги» за 16 боевых вылетов на разведку (21.03.1943). В годы Великой Отечественной войны на фронте погибли три брата и сестра С. И. Богданова. После Великой Отечественной войны маршал Богданов женился повторно и в этом браке у него родились двое детей: Татьяна (р. 1954) и Сергей (01.01.1956).
Скончался 12 марта 1960 в Москве от инсульта. Похоронен на Новодевичьем кладбище.

## Воинские звания
- 28 ноября 1935 — полковник
- 21 июля 1942 — генерал-майор танковых войск
- 7 июня 1943 — генерал-лейтенант танковых войск
- 24 апреля 1944 — генерал-полковник танковых войск
- 1 июня 1945 — маршал бронетанковых войск

## Награды

Бюст в в Санкт-Петербурге

- медаль «Золотая Звезда» Героя Советского Союза № 2545 (11.03.1944)
- медаль «Золотая Звезда» Героя Советского Союза № 5658 (06.04.1945)
- 2 Ордена Ленина (11.03.1944, 21.02.1945)
- 4 ордена Красного Знамени (30.11.1920, 27.08.1943, 3.11.1944, 1.06.1949)
- орден Суворова I-й степени (23.08.1944)
- орден Суворова II-й степени (7.02.1943)
- Медаль «За оборону Москвы»
- Медаль «За оборону Сталинграда»
- Медаль «За взятие Берлина»
- юбилейные Медали
- Иностранные ордена
- Почетный Рыцарь-командор военного дивизиона ордена Британской Империи (1944)
- Орден Virtuti Militari IV степени (Польша)
- Орден «Крест Грюнвальда» II степени (Польша, 4.05.1946)
- Медаль «За Варшаву 1939—1945» (Польша)
- Медаль «За Одру, Нису и Балтику» (Польша)

## Воспоминания современников
Командующий 2-й гвардейской танковой армией Семен Ильич Богданов отличался изумительной храбростью. Начиная с сентября 1943 года его армия принимала участие почти во всех решающих сражениях Великой Отечественной войны. Выдающиеся способности проявил Семен Ильич и в послевоенное время — был начальником академии, почти пять лет занимал пост командующего танковыми войсками Советских Вооруженных Сил.
— Генерал армии   , С.М.Штеменко.  Генеральный штаб в годы войны. (Военные мемуары).  -  М.: Воениздат, 1968. С. 409.

## Память
- Бронзовый бюст в Санкт-Петербурге на Аллее Героев Московского парка Победы.
- Улица Богданова в Москве.
- Улица Богданова в Севастополе на Северной стороне.
- Улица Богданова в Пружанах (Белоруссия).